# Eva Haldimann

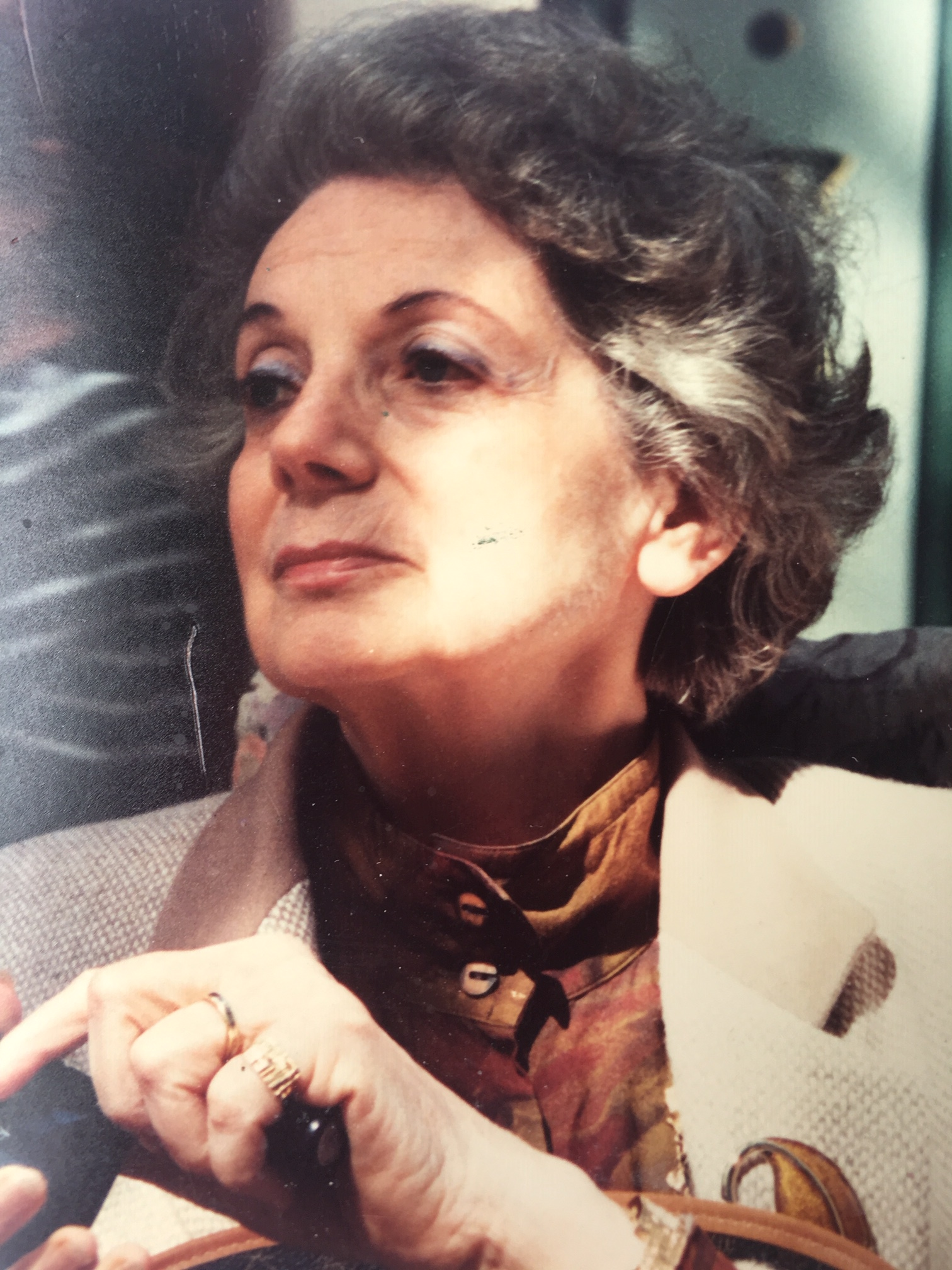
Eva Haldimann

Eva Haldimann (geb. Román) (* 8. März 1927 in Budapest; † 15. März 2019 in Genf) war eine Schweizer Literaturkritikerin, Übersetzerin und Autorin.

## Leben
Eva Haldimann wurde in Ungarn geboren. Ihr Vater legte ihr unmittelbar nach dem Zweiten Weltkrieg ein Studium in der Schweiz nahe. Wegen der veränderten politischen Verhältnisse in ihrer Heimat kehrte sie nicht dorthin zurück, sondern liess sich bereits in jungen Jahren in der Schweiz nieder. Dort promovierte sie 1956 an der Universität Zürich über die Rezeption der Werke von William Shakespeare. Danach unterrichtete sie für kurze Zeit. 1963 nahm sie ihre Tätigkeit als Literaturkritikerin bei der Neuen Zürcher Zeitung auf. Dort berichtete sie regelmässig über die Entwicklung der ungarischen Literatur. Dabei entdeckte sie sehr früh «Grössen, die später Weltkarriere machten».
1977 publizierte sie eine Besprechung des Romans Schicksallosigkeit, Mensch ohne Schicksal (ungar.: Sorstalanság, „Schicksallosigkeit“; in der späteren Fassung Roman eines Schicksallosen) des ungarischen Schriftstellers Imre Kertesz, die massgeblich dazu beitrug, dass der Autor im Westen bekannt wurde.
2009 erschienen die Briefe aus dem Briefwechsel, den Haldimann seit 1977 mit Kertész unterhalten hatte, unter dem Titel Briefe an Eva Haldimann.
Sie übersetzte zudem Texte der Autorin Magda Szabo vom Ungarischen ins Deutsche, so den Roman Katharinenstraße (Originaltitel auf Ungarisch: Katalin utca).
Eva Haldimann war verheiratet mit Frédéric Haldimann und Mutter eines Sohnes. Zuletzt lebte sie mit ihrer Familie in Genf.

## Auszeichnungen
- 1991: Ungarischer Verdienstorden
- 1992  Ehrenmitgliedschaft in der Széchenyi Academy of Literature and Arts,[8][9]

## Eigene Werke (Auswahl)
- 1997: Momentaufnahmen aus dreißig Jahren ungarischer Literatur.
- 1985: Aspekte und Profile der ungarischen Gegenwartsprosa.
- 1985: Im Mittelpunkt: Ungarn.